# Канделакі Микола Порфирович
Мико́ла (Ніколо́з) Порфи́рович Кандела́кі (5 жовтня (17 жовтня) 1889, селище Кулаші, нині — Самтредський муніципалітет, Грузія — 17 жовтня 1970, Сухумі) — грузинський скульптор. Народний художник Грузинської РСР (1957).

## Життєпис
Навчався в Ленінградській академії мистецтв (закінчив 1926).
Від 1926 викладав у Тбіліській академії мистецтв (від 1944 — професор).
Нагороди: орден Трудового Червоного Прапора, медалі.
Серед учнів Канделакі — відомий грузинський скульптор Амашукелі Елгуджа Давидович (1928—2002).

## Твори
Автор скульптурних портретів із підкреслено вольовими, енергійними характерами:
- Портрет художника Ладо Гудіашвілі (камінь, 1935).
- Портрет народного артиста СРСР Акакія Хорави (бронза, 1948).
- Портрет академіка Миколи Мусхелішвілі (бронза, 1954).
- Портрет Олександри Тоїдзе (1958).
- Пам'ятник Пилипові Махарадзе в місті Махарадзе (бронза 1958).